# كوسمو جارفيس
هاريسون كوسمو كريكوريان جارفيس (من مواليد 1 سبتمبر 1989) هو ممثل وموسيقي وصانع أفلام بريطاني أمريكي المولد. في عام 2015، قام بتجربة أداء وتم اختياره لتصوير شخصية سيباستيان في أول فيلم روائي طويل للمخرج ويليام أولدرويد ليدي ماكبث (2016).

## النشأة
ولد جارفيس في ريدجوود ، نيو جيرسي، الولايات المتحدة لأم أرمينية أمريكية وأب إنجليزي. انتقل إلى إنجلترا مع والديه عندما كان رضيعًا. عندما كان طفلاً، انتقل إلى توتنيس وديفون مع والدته وشقيقه الأصغر.

## فيلموغرافيا

### أفلام
| سنة  | عنوان                 | دور                      | ملحوظات   |
| ---- | --------------------- | ------------------------ | --------- |
| 2009 | طريق الزقاق           | الرجل العجوز (صوت)       | فيلم قصير |
| 2012 | الغرفة المشاغب        | تود كينيدي               |           |
| 2015 | الأشباح: الخير الأعظم | داني تسويف               |           |
| 2016 | أحادي اللون           | غابرييل لينارد           |           |
| 2016 | عادة الجمال           | جيروم                    |           |
| 2016 | سيدة ماكبث            | سيباستيان                |           |
| 2017 | الضباب                | تشارلي                   | فيلم قصير |
| 2017 | العلامة               | ستيف                     |           |
| 2017 | الصياد القاتل         | مشغل مقياس ضغط الدم      |           |
| 2018 | إبادة                 | جندي العمليات الخاصة     |           |
| 2018 | الزراعة               | جونسي                    |           |
| 2019 | الهدوء مع الخيول      | دوغلاس                   |           |
| 2019 | ليلي                  | بيت                      |           |
| 2020 | وجه مضحك              | شاول                     |           |
| 2022 | إقناع                 | الكابتن فريدريك وينتورث  |           |
| 2022 | إنه فينا جميعًا        | هاميش كونسيدين           |           |
| 2022 | إقناع                 | الكابتن فريدريك وينتوورث |           |
| 2025 | حرب                   | إليوت ميلر (القناص)      |           |

### مسلسلات تلفزيونية
| سنة  | عنوان               | دور            | ملحوظات                                               |
| ---- | ------------------- | -------------- | ----------------------------------------------------- |
| 2016 | المضي قدما          | فيرنو 14       | الحلقة "Taxi for Linda"                               |
| 2016 | البشر               | مارتن          | الحلقة 3 (السلسلة 2)                                  |
| 2016 | والدتي وغرباء آخرون | الملازم شتايجر | حلقات "الثمن" و "رحمك الله يرحمك"                     |
| 2017 | فيرا                | ودي            | الحلقة "The Blanket Mire"                             |
| 2019 | الاقنعه الهزيله     | بارني          | الموسم الخامس                                         |
| 2020 | ربته الذئاب         | كامبيون ستورجس | حلقات "الذاكرة المصابة" و "الجنة المفقودة" و "القداس" |
| 2024 | شوغون               | جون بلاكثورن   | دور رئيسي                                             |

## جوائز وترشيحات
| سنة  | جائزة                                          | فئة                  | عمل معين | نتيجة |
| ---- | ---------------------------------------------- | -------------------- | --- | ----- |
| 2017 | جوائز الفيلم البريطاني العشرون المستقلة        | الوافد الجديد الواعد | سيدة ماكبث \| style="background: #FFCCCC; color: black; vertical-align: middle; text-align: center; " class="no table-no2"\|رُشِّح       |       |
| 2020 | جوائز الفيلم البريطاني المستقل الثالث والعشرون | أفضل ممثل            | الهدوء مع الخيول \| style="background: #FFCCCC; color: black; vertical-align: middle; text-align: center; " class="no table-no2"\|رُشِّح |       |

## روابط خارجية
- كوسمو جارفيس في قاعدة بيانات الأفلام على الإنترنت